# Miss Earth 2005
| Data:                | 23 października 2005                  |
| Kraj:                | Filipiny                              |
| Miasto:              | Quezon City                           |
| Gala finałowa:       | University of the Philippines Theater |
| Liczba uczestniczek: | 80                                    |
| Zwyciężczyni:        | Alexandra Braun Waldeck, Wenezuela    |
| Poprzedniczka:       | Priscilla Meirelles, Brazylia         |
| Następczyni:         | Hil Hernández, Chile                  |
| -------------------- | ------------------------------------- |

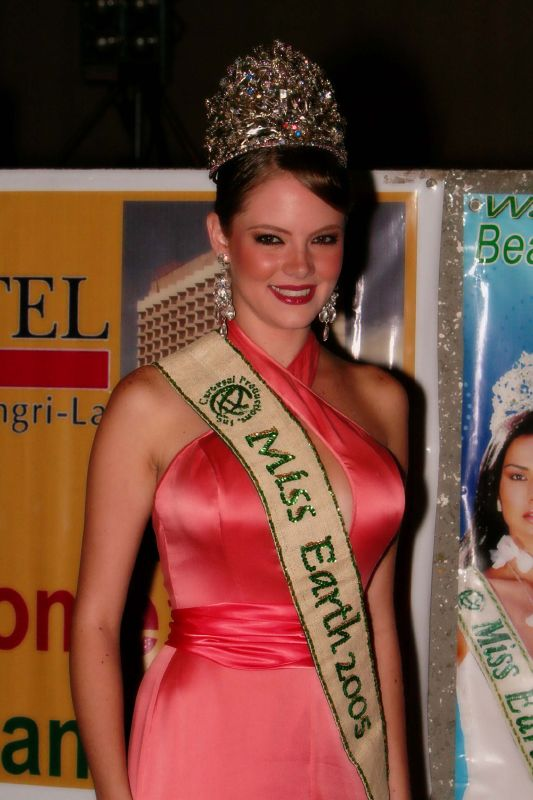
Zwyciężczyni konkursu - Alexandra Braun Waldeck

Miss Earth 2005 – 5. edycja konkursu Miss Earth. Odbyła się ona 23 października 2005 r. w University of the Philippines Theater, w Quezon City na Filipinach. W konkursie wzięło udział 80 kobiet z całego świata. Konkurs wygrała reprezentantka Wenezueli - Alexandra Braun Waldeck.

## Wyniki

### Miejsca
| Wyniki finału                | Uczestniczka |
| ---------------------------- | --- |
| Miss Earth 2005              | - Wenezuela - Alexandra Braun Waldeck |
| Miss Powietrza (1. wicemiss) | - Dominikana - Amell Santana |
| Miss Wody (2. wicemiss)      | - Polska - Katarzyna Borowicz |
| Miss Ognia (3. wicemiss)     | - Serbia i Czarnogóra - Jovana Marjanovic |
| Top 8                        | - Chile - Nataly Chilet - Paragwaj - Tania María Domaniczky Vargas - Portoryko - Vanessa De Roide - Stany Zjednoczone - Amanda Kimmel |
| Top 16                       | - Bośnia i Hercegowina - Sanja Susnja - Czechy - Zuzana Štěpanovská - Ekwador - Cristina Eugenia Reyes - Filipiny - Genebelle Francisco Raagas - Korea Południowa - Yoo Hye-Mi - Rosja - Tatyana Yamova - Salwador - Irma Marina Dimas Pineda - Tanzania - Rehema Sudi |

### Nagrody specjalne
| Nagroda specjalna                 | Uczestniczka                        |
| --------------------------------- | ----------------------------------- |
| Miss Fotogeniczności              | Chile - Nataly Chilet               |
| Najlepszy kostium narodowy        | Korea Południowa - Yoo Hye-Mi       |
| Miss Przyjaźni                    | Kanada - Katherine McClure          |
| Miss Talentu                      | Ukraina - Yevgeniya Rudenko         |
| Najładniejsza w stroju kąpielowym | Wenezuela - Alexandra Braun Waldeck |
| Najładniejsza w sukni wieczorowej | Portoryko - Vanessa De Roide        |

## Uczestniczki
- Afganistan - Sitara Bahrami
- Argentyna - Eliana Ocolotobiche
- Australia - Anne-Maree Bowdler
- Bahamy - Nadia Cash
- Belgia - Isabel van Rompaey
- Boliwia - Vanessa Patricia Morón Jarzun
- Bośnia i Hercegowina - Sanja Susnja
- Brazylia - Isabella Chaves
- Chile - Nataly Chilet
- Chiny - Li Yi-Jia
- Chińskie Tajpej - Lin Yi-Fan
- Czechy - Zuzana Štěpanovská
- Dania - Heidi Zadeh
- Dominikana - Amell Santana
- Egipt - Elham Wagdi
- Ekwador - Cristina Eugenia Reyes Hidalgo
- Estonia - Anastassija Balak
- Filipiny - Genebelle Francisco Raagas
- Finlandia - Rita Aaltolahti
- Francja - Alexandra Uha
- Ghana - Faustina Adjao Akoto
- Haiti - Channa Cius
- Holandia - Dagmar Saija
- Honduras - Ruth María Arita
- Hongkong - Gu Reu
- Indie - Niharika Singh
- Indonezja - Jenny Graciella Jevinzky Sutjiono
- Izrael - Avivit Meirson
- Jamajka - Daisi Pollard
- Japonia - Emi Suzuki
- Kamerun - Wonja Ngeah Ginette Martine
- Kanada - Katherine McClure
- Kenia - Stella Malis
- Kolumbia - Lia Patricia Correal Lopera
- Korea Południowa - Yoo Hye-Mi
- Kostaryka - María Tucker Hernandez
- Liban - Chantal Karam
- Łotwa - Nora Reinholde
- Macedonia Północna - Jana Stojanovska
- Makau - Qian Qiong
- Malezja - Jamie Pang Hui Ting

- Mauritius - Loshanee Moodaley
- Martynika - Elle Narayanan
- Meksyk - Lorena Jaime Hochstrasser
- Mongolia - Sarnai Amar
- Nepal - Shavona Shrestha]
- Niemcy - Rebecca Kunikowski
- Nigeria - Ethel Okosuns
- Nikaragua - Sandra Maritza Ríos Hernández
- Niue - Ngiar Pearson
- Norwegia - Vibeke Hansen
- Nowa Zelandia - Tiffany Pickford
- Pakistan - Naomi Zaman
- Panama - Rosemary Isabel Suárez Machazek
- Paragwaj - Tania María Domaniczky Vargas
- Peru - Sara María Paredes Valdivia
- Polska - Katarzyna Borowicz
- Południowa Afryka - Jacqueline Postma
- Portoryko - Vanessa De Roide
- Portugalia - Angela Maria Fonseca Spinola
- Rumunia - Adina Dimitru
- Rosja - Tatyana Yamova
- Saint Lucia - Hanna Gabrielle Fitz
- Salwador - Irma Marina Dimas Pineda
- Samoa - Josephine Meisake
- Serbia i Czarnogóra - Jovana Marjanovic
- Singapur - Sim Pei Yee
- Słowacja - Diana Ondrejickova
- Stany Zjednoczone - Amanda Kimmel
- Szwecja - Therese Denitton
- Tahiti - Vaimiti Herlaud
- Tajlandia - Kanokwan Sesthaphongvanich
- Tanzania - Rehema Sudi
- Tokelau - Landy Tyrell
- Trynidad i Tobago - Leah Mari Guevara
- Turks i Caicos - Trina Adams
- Ukraina - Yevgeniya Rudenko
- Wielka Brytania - Emma Corten
- Wietnam - Đào Thị Thanh Hoà
- Wenezuela - Alexandra Braun Waldeck
- Zambia - Cynthia Kanema